# 知野虎雄
知野 虎雄（ちの とらお、1919年3月1日 - 2009年6月2日）は、日本の官僚、国会職員。衆議院事務総長や会計検査院長、地方財政審議会委員を務めた。

## 来歴
1919年に和歌山県串本町で生まれる。1942年に九州大学法学部卒業後、内務省入省。海軍省大臣官房勤務時に終戦を迎える。熊本県庁へ出向後、1946年に衆議院書記官となる。衆議院委員部第一課長、庶務部長兼人事課長事務取扱、委員部長、事務次長を経て1967年に衆議院事務総長に就任した。1973年に事務総長を退任し、会計検査院検査官に転じる。1978年には会計検査院長に就任し1980年まで務めた。1991年の春の叙勲で勲一等瑞宝章受章。2009年に肺炎のため死去。

## 人物
衆議院事務局に26年間勤め、事務総長退任に際し、当時衆議院議長だった前尾繁三郎が本会議場で事務総長退任に関する許可を議員たちに求めたところ、それを惜しんだ与野党の一部議員の中から「反対」のヤジが飛び、議場は知野に対する拍手で包まれた。